# Johannes Wretander
Johannes Wretander, född 31 augusti 1659 i Vreta klosters församling, Östergötlands län, död 19 oktober 1704 i Konungsunds församling, Östergötlands län, var en svensk präst.

## Biografi
Johannes Wretander föddes 1659 i Vreta klosters församling. Han var son till kyrkoherden Nicolaus Haquini och Christina Wallerius i Malexanders församling. Wretander blev 1 juni 1682 student vid Uppsala universitet och prästvigdes 9 augusti 1695 till huspredikant på Ravnäs säteri. Han blev 8 juni 1697 rektor vid Norrköpings trivialskola och 1702 kyrkoherde i Konungsunds församling. Han avled 1704 i Konungsunds församling och begravdes 1 november. I samband med begravning skänktes en ljusarm med tre pipor till predikstolen i Konungsunds kyrka.
Wretander var orator vid prästmötet 1702.

### Familj
Wretander gifte sig 8 juni 1700 med Brita Winnerstedt (1683–1710). Hon var dotter till kyrkoherden Jonas Winnerstedt och Maria Grotte i Konungsunds församling. De fick tillsammans barnen Nils Wretander (1702–1709) och Jonas Wretander (1703–1703). Efter Wretanders död gifte Winnerstedt om sig med kyrkoherden Andreas Torpadius i Hägerstads församling.